# Radan Rusev
Radan Rusev (13. září 1947 Praha – 11. dubna 1999 Praha) byl český herec.
Po studiu herectví na DAMU v Praze (1969) působil dvě sezóny v Olomouci, pak v Karlových Varech a v letech 1976–1981 v Činoherním studiu Ústí nad Labem. Od roku 1981 byl ve svobodném povolání. Kromě divadla se věnoval také dabingu. V televizi hrál v několika seriálech: Arabela, Největší z Pierotů, Náhrdelník a Hříchy pro diváky detektivek.

## Filmografie
- 1969: Utrpení mladého Boháčka
- 1974: Za volantem nepřítel (taxikář)
- 1975: Na konci světa (agent)
- 1975: Tam, kde hnízdí čápi (Fredy)
- 1979: Hra na tělo (Kotyza)
- 1979: Julek
- 1980: Hra o královnu (syn krále)
- 1983: Tisícročná včela (filozof)
- 1984: Atomová katedrála (Fejfar)
- 1987: Figurky ze šmantů (bratr Toničky)
- 1987: Narozeniny režiséra Z. K. (Hála)
- 1988: Dobří holubi se vracejí (Jánošík)
- 1989: Masseba (Muž s tyčí)
- 1989: Právo na minulost (Koubek)
- 1990: Šípková Růženka (Jakub)
- 1990: Tichá bolest (Vilém)
- 1992: Trhala fialky dynamitem (velitel celníků)
- 1993: Hotýlek v srdci Evropy (Pepa)
- 1993: Zkouška paměti (agent)
- 1995: Hospoda